# Henri Voisin
Pour les articles homonymes, voir Voisin (homonymie).
Henri Léon Voisin, né le 8 août 1861 à Saint-Mandé et mort le 4 décembre 1945 à Château-la-Vallière, est un peintre aquafortiste mais aussi graveur, illustrateur et sculpteur français.

## Biographie

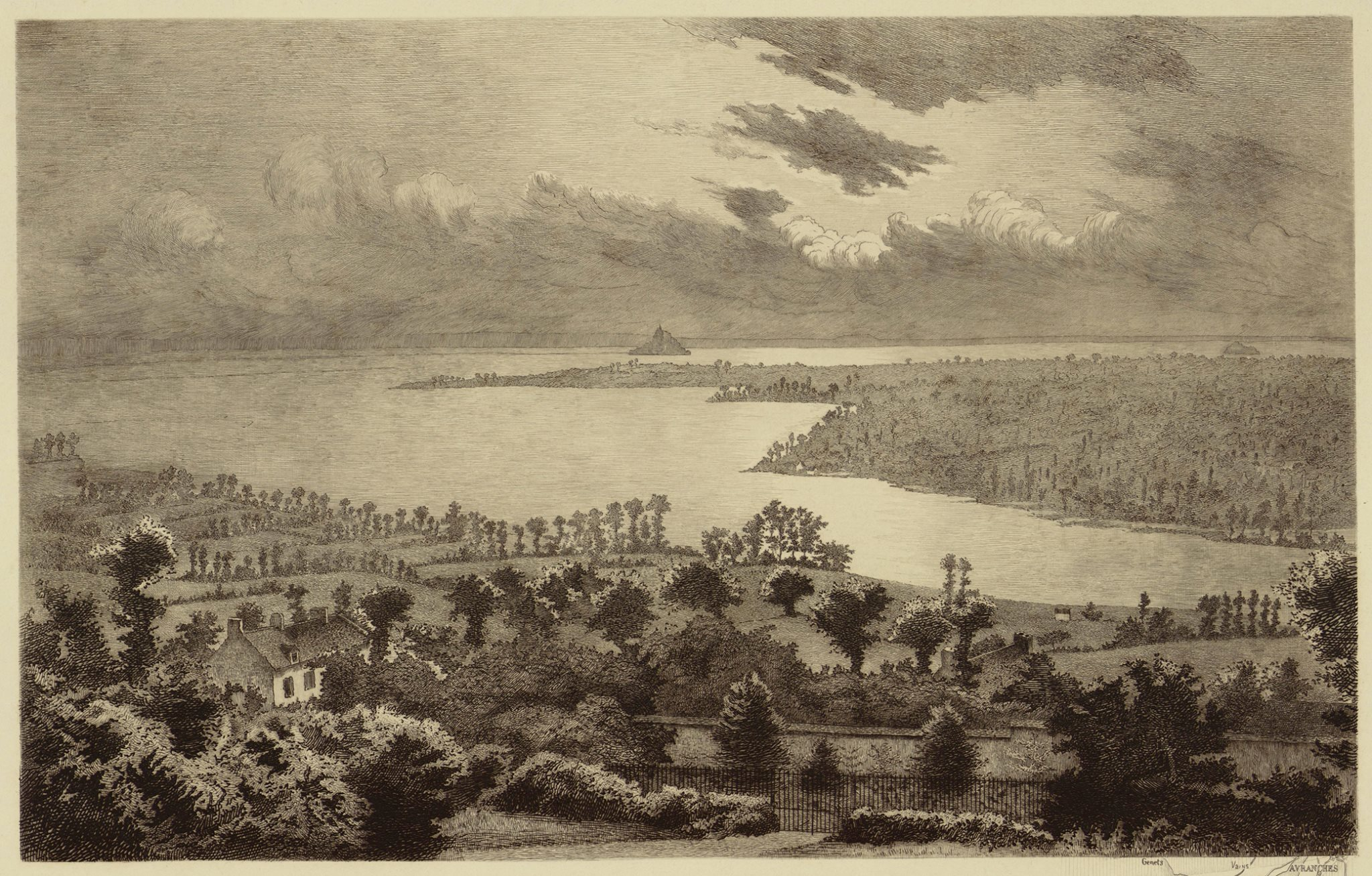
La Baie du Mont-Saint-Michel vue d'Avranches, gravure signée.

Peintre aquafortiste, il a effectué ses études à l'École nationale supérieure des beaux-arts où il est élève de Jean-Léon Gérôme et Hubert Ponscarme.
Il découvre le Mont-Saint-Michel en 1885 et y consacre 300 œuvres. Il est à l'origine de l'association les Amis du Mont Saint-Michel en 1911 avec Paul Deschanel et en assure le secrétariat général pendant 27 ans. L'association est reconnue d'utilité publique en 1918.
Il est chevalier de la Légion d'honneur en 1938.
Il se retire en Indre-et-Loire pendant la Seconde Guerre mondiale et y meurt.
Une rétrospective lui a été consacrée au Musée d'art et d'histoire d'Avranches en 2012.

## Distinctions
- Chevalier de la Légion d'honneur (1938)